# Бернс, Фрэнсис
Фрэ́нсис Бернс (англ. Francis Burns; родился 17 октября 1948 года в Гленбоиге, Северный Ланаркшир) — шотландский футболист, защитник.

## Футбольная карьера
Бернс обратил на себя внимание уверенной игрой за школьную сборную Шотландии. В 1964 году перешёл в молодёжную Академию «Манчестер Юнайтед». 2 сентября 1967 года дебютировал за основной состав «Манчестер Юнайтед» в матче против «Вест Хэма». В сезоне 1967/68 сыграл в семи матчах Кубка европейских чемпионов, в котором «Юнайтед» одержал победу (в финальном матче, однако, на позиции крайних защитников сыграли Шей Бреннан и Тони Данн, оставив Бернса вне стартового состава). Всего за «Юнайтед» Бернс провёл 156 матчей и забил 7 голов.
В 1972 году Фрэнсис перешёл в «Саутгемптон» за £50 000. Из-за травм он смог провести за «святых» лишь 21 матч в чемпионате.
В 1973 году перешёл в «Престон Норт Энд», став первым приобретением нового главного тренера клуба Бобби Чарльтона. 25 августа 1973 года дебютировал за клуб в матче против «Астон Виллы». В своём первом же сезоне в новом клубе был признан игроком года в «Престоне». Выступал за клуб до 1981 года, сыграв в 314 матчах.
В октябре 1981 года перешёл в ирландский «Шемрок Роверс», за который выступал один сезон, сыграв 20 матчей.

## После завершения карьеры игрока
В феврале 1987 года эмигрировал в австралийский город Перт, где основал бизнес по промышленной уборке помещений, а также занялся тренерской работой с местными футбольными командами.